# Pycnanthemum albescens
Pycnanthemum albescens är en kransblommig växtart som beskrevs av John Torrey och Asa Gray. Pycnanthemum albescens ingår i släktet Pycnanthemum och familjen kransblommiga växter. Inga underarter finns listade i Catalogue of Life.